# Amazona xantholora
El loro yucateco o amazona yucateca (Amazona xantholora) es una especie de ave psitaciforme de la familia Psittacidae que habita en las selvas de una buena parte de la península de Yucatán en México, Guatemala, Belice y Honduras. Es verde con la corona blanca y anillo ocular extenso rojo brillante y lores amarillo. Vive en selvas tropicales y zonas abiertas. Está considerada como amenazada (A) por la NOM-059 de México y como en preocupación menor (LC) por la lista roja de la IUCN.
Sus hábitos alimentarios son muy similares a los del loro de frente blanca. Los psitácidos son aves sumamente sociales durante una gran parte del año. El loro yucateco puede formar grupos desde 2 hasta 100 individuos, aunque a menudo se encuentra mezclado con el loro de frente blanca.[cita requerida] Los juveniles quedan usualmente asociados con los adultos hasta varios meses después de volar. Se ha observado que la actividad en grupo empieza entre las 07:00 y las 09:00. Durante este tiempo los papagayos se desplazan principalmente en busca de alimento. Durante el día permanecen en los sitios de alimentación. Por la tarde se observa también actividad en busca de lugares para perchar y dormir.[cita requerida] Durante los meses de septiembre a noviembre, que corresponden a la época de producción de maíz tierno, los loros suelen verse volando y perchando alrededor de estos cultivos. En sus vuelos se pueden observar otros tipos de aves como diferentes tipos de palomas, que buscan alimento. Se han adaptado y han llegado a vivir en pequeñas ciudades por la tala de árboles e introducciones de especies de plantas que no pueden consumir, animales como ratas que comen sus huevos y loros y guacamayas de otras especies que se mezclan con ellos.

## Descripción
El loro yucateco mide entre 25 y 28 cm de longitud y tiene un peso aproximado de 200 a 232 g, muy similar al loro frente blanca. Es un ave compacta de cuello corto, con el pico de color amarillo pálido, fuerte y ganchudo; patas zigodáctilas (dos dedos hacia delante y dos dedos hacia atrás), de cuerpo redondo y de cola cuadrada. La corona es azulada en la parte posterior y blanca en la anterior. Esta última no se nota en la hembra. Los ojos son de color amarillo, con anillos oculares rojos y lores amarillos, notorios en los machos pero no en las hembras. Existe una zona auricular negruzca. El color general del cuerpo es verde brillante con un ligero jaspeado negruzco más notorio en el cuello. Las plumas del álula y las coberturas primarias son rojas, las remeras generalmente son violetas azuladas. La especie presenta una pequeña región roja en el hombro. En la base de la cola, usualmente hay otra región roja. Las especies del género Amazona tienen un parche rojo en las plumas secundarias y vuelan con aleteos cortos y rápidos. En esta especie existe dimorfismo sexual. Las hembras tienen una mancha blanca en la frente menos extensa, los anillos oculares son casi inexistentes y no tienen las alas rojas. Los machos juveniles se parecen a las hembras, pero las cobertoras tienen coloración rojiza.

## Distribución

### Actual
Esta especie es endémica de la península de Yucatán, donde se encuentra en los estados de Yucatán, Quintana Roo y Campeche en México y en el norte de Belice.

### Histórica
Distribución histórica estimada: Se considera que antes de la presencia humana, esta especie se encontraba ampliamente distribuida en todos los tipos de vegetación de la península de Yucatán pero, actualmente sus poblaciones son bajas o ausentes en las ciudades y sus alrededores.

## Hábitat
Esta especie puede ser observada tanto en sistemas naturales, como en modificados, por lo que puede considerarse como generalista en cuanto al hábitat. Se encuentra en zonas abiertas (cercanas a cultivos, vegetación seca, selvas caducas y selvas húmedas. Ocurre de los 100 y hasta 250 m de altura. Esta especie se encuentra en selva tropical caducifolia, subcaducifolia Archivado el 28 de mayo de 2016 en Wayback Machine. y subperennifolia, así como en zonas cercanas a cultivos agrícolas.

### Macroclima
Esta especie puede encontrarse en tres grandes zonas climáticas de la Península de Yucatán de acuerdo al Sistema de Köppen: Bsh estepa subtropical en el noroeste de la Península, Aw sabana tropical con estaciones secas y húmedas en el centro y Af en la selva tropical lluviosa del sureste.

### Tipo de ambiente
Esta especie se le encuentra tanto en selvas caducifolias, subcaducifolias y subperennifolias como bordes de bosque y maizales.

### Úso de hábitat
Durante un trabajo realizado en una comunidad ejidal, en el Mpio. de Calakmul, Campeche, los loros yucatecos fueron observados mayormente en milpas y cerca de estas (55.5% de sus observaciones) y en menor proporción en áreas de acahual viejo (14.2% de sus observaciones), luego en selva mediana (9.7 %), acahual mediano (7.0%), acahual joven (5.3%), selva baja (5.3%) y tan sólo 2.8% de los individuos fueron observados en potreros (Calderón et al. 2000).

## Estrategia trófica
Durante los muestreos realizados en la UMA, "Aratingas" del ejido Ricardo Payró Gene, Mpio de Calakmul, hemos observado individuos de A. xantholora consumiendo frutos de Ya´axnik (Vitex gaumeri), coloc (Talisia floresii), zapote (Manilkara zapota), ramón (Brosimum alicastrum), de canisté (Pouteria reticulata), de chechén negro (Metopium brownei), flores de pukté (Bucida buceras), así como hojas y tallos tiernos de tzalam (Lysiloma latisiliquum) y de chacteviga (Caesalpinia mollis). En otros lugares hemos observado que consume frutos de Ficus sp. y hojas de cedro (Cedrella odorata). Esteban Martínez (com. pers.) menciona que ha observado a diferentes especies de loros consumiendo frutos de guayacán (Guaiacum sanctum). En zonas donde hay cultivos agrícolas, esta especie puede convertirse en animal "problema", ya que puede perjudicar al cultivo de maíz y también consume frutos de naranja, guayaba y pimienta.

## Amenazas y conservación
Aunque este loro está catalogado como especie bajo preocupación menor según la Lista Roja de la UICN, sus poblaciones actuales están disminuyendo debido a la tala de árboles e incendios forestales en la península de Yucatán que provocan la destrucción de su hábitat, además de que son capturados para el comercio ilegal de loros como mascotas. Es por ello que te pedimos encarecidamente que no compres este bello loro en el mercado negro, y así podrás salvarlo de su extinción.